# Jonathan Richman
Jonathan Richman (* 16. května 1951 Natick, Massachusetts, USA) je americký zpěvák a kytarista. S veřejným vystupováním začal v roce 1967. Značný vliv na něj tehdy měla experimentální rocková skupina The Velvet Underground, jejíž koncerty mnohokrát navštívil. V roce 1970 založil rockovou skupinu The Modern Lovers, která pořídila několik demonahrávek, ale již v únoru 1974 se rozpadla. V roce 1976 byly vydány některé její demonahrávky na albu The Modern Lovers, většinu z nich produkoval John Cale z The Velvet Underground. Richman v roce 1976 dal dohromady novou skupinu, která vystupovala a vydávala alba pod názvem Jonathan Richman and the Modern Lovers. Na přelomu sedmdesátých a osmdesátých let vystupoval sólově, později však zase začal hrát s kapelou. Po roce 1988 vystupoval a vydával desky výhradně pod svým vlastním jménem, občasně s doprovodnými hudebníky či dlouhodobě v duu s bubeníkem Tommym Larkinsem. Kromě koncertování a nahrávání alb složil hudbu k filmu Něco na té Mary je.

## Dětství a počátky kariéry
Jonathan Michael Richman se narodil dne 16. května 1951 ve městě Natick (nedaleko Bostonu) v americkém státě Massachusetts. Jeho matka byla učitelka pro nápravu čtení, zatímco její manžel, Jonathanův otec, pracoval jako obchodní cestující. Jeho rodičům se později narodil další syn. Od dětství se věnoval kreslení a zpočátku si, až bude dospělý, přál být malířem. Počínaje rokem 1962 se značně zajímal o rokenrollovou hudbu. V roce 1965 se začal učit hrát na klarinet, u něhož zůstal po dobu tří let. Již v roce 1966 ke klarinetu přidal otcem koupenou akustickou kytaru. Průlom v jeho hudebním vnímání znamenal rok 1967, kdy v rádiu uslyšel píseň newyorské experimentální rockové skupiny The Velvet Underground, jejíž album The Velvet Underground & Nico si brzy pořídil. Nedlouho poté začal Richman přispívat kresbami a recenzemi do různých místních časopisů, konkrétně Fusion a Vibrations. Jedním z jeho textů byla recenze právě alba The Velvet Underground & Nico. Rok 1967 pro Richmana rovněž znamenal zahájení své kariéry ve smyslu vystupování na veřejnosti. V té době již hrál na elektrickou kytaru, kterou mu spolu se zesilovačem opět pořídil jeho otec. Zajímavostí bylo, že Richman v té době používal výhradně dvě kytarové struny (později se naučil používat i další).
Při tvorbě svých prvních písní se inspiroval cestami, které občas podnikal se svým otcem, který jezdil jako obchodní cestující za prací. Inspiroval se například silnicemi, restauracemi a jinými místy, kde se cestou zastavovali. Jednou z jeho tehdy vzniklých písní je například „Howard Johnson“, inspirovaná stejnojmenným řetezcem restaurací. Počínaje létem roku 1967 vystupovala kapela The Velvet Underground často v Bostonu. Richman byl stálým návštěvníkem jejích koncertů a se členy se dokonce seznámil. Jeden z členů kapely, kytarista a baskytarista Sterling Morrison, později řekl, že „kdyby měla [kapela] The Velvet Underground chráněnce, byl by to Jonathan.“ Úspěchu se mu dostalo také ve chvíli, kdy se při jednom koncertu stal předskokanem. V roce 1969, ve svých osmnácti letech, dokončil středoškolské studium a konečně se mohl odstěhovat do New Yorku, po čemž již léta toužil. Zde zpočátku bydlel u Steva Sesnicka, manažera The Velvet Underground, v jehož bytě přespával na pohovce.

## Kariéra

### The Modern Lovers

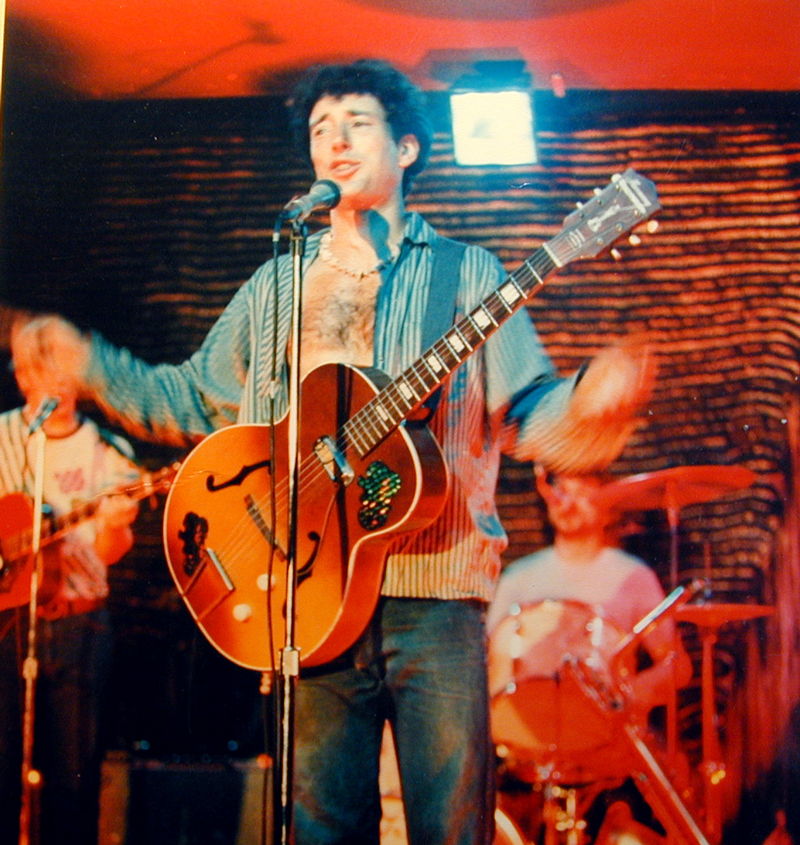
Jonathan Richman při vystoupení s kapelou kolem roku 1983

V New Yorku zpočátku pracoval například jako kurýr pro časopis Esquire či jako pomocný číšník v klubu Max's Kansas City. Stále se však snažil rozjet kariéru hudebníka. Jednoho dne například vylezl na střechu Hotelu Albert s kytarou a zesilovačem a zpíval své písně pro lidi, kteří chodili po ulici o osm pater níže. Richmanovo vystoupení zastavila policie, on se však včas vytratil. Nadále se mu však nedařilo prosadit a v létě roku 1970 se vydal na cestu po Evropě, odkud se po čase vrátil zpět do Bostonu. Namísto pokračování v sólovém hraní se Richman rozhodl sestavit kapelu. Prvním, koho do ní zlákal, byl kytarista a v minulosti jeho soused John Felice, nedlouho po něm se přidali bubeník David Robinson a baskytarista Rolfe Anderson. Sestava kapely se na jaře 1971 ustálila na Richmanovi, Robinsonovi, Erniem Brooksovi (baskytara) a Jerrym Harrisonovi (klávesy). Předtím, než se Richman začal živit hudbou, pracoval v Bostonu jako řidič taxi. V letech 1972 až 1973 kapela odehrála dlouhou řadu koncertů a absolvovala také několik nahrávacích frekvencí pro vydavatelství Warner Bros. Records. Produkčně se na většině nahrávek podíleli buď John Cale (bývalý člen The Velvet Underground) nebo Kim Fowley. V prosinci 1973 z kapely odešel David Robinson. Richman tou dobou rovněž nahrál několik sólových nahrávek, které existují pouze na acetátové desce. Svůj poslední koncert kapela, nyní s novým bubeníkem, odehrála v únoru 1974.
Dne 24. února 1974 nahrál Richman duet s Maureen Tuckerovou ze skupiny The Velvet Underground v podobě písně „I'm Sticking with You“. Na nahrávce dále hráli klávesista Willie Alexander, baskytarista Walter Powers, kytarista George Nardo a bubeník Jim Wilkins. Nahrávka však v té době nevyšla a v archivu zůstala až do roku 1980. Hudební průmysl pro Richmana zpodobňoval chamtivost, drogy a veškerou negativitu a on byl opakem, nechtěl s tím mít nic společného. Tehdy tedy vystupovat sólově, a to často pro děti v nemocnicích a školách. Nově kromě kytary hrál také na malé perkusní nástroje. Koncem roku 1974 byl zkontaktován společností Beserkley Records, zda by nenahrál nějaké písně pro nově vznikající kompilaci různých umělců s názvem Beserkley Chartbusters. Richman přispěl čtyřmi písněmi, na nichž jej doprovázeli místní hudebníci. Nahrávky vznikaly v Kalifornii, kde tehdy vystupovala zpěvačka Patti Smith ve svém triu s Lennym Kayem (kytara) a Richardem Sohlem (klávesy). Jelikož neměli bubeníka, při jednom koncertu se k nim údajně přidal Richman coby hráč na bicí. Stal se tak vůbec prvním bubeníkem, který hrál ve skupině Patti Smith Group. Následně se vrátil na východní pobřeží a odehrál čtyři koncerty v newyorském The Kitchen. Nyní měl dočasnou doprovodnou kapelu, v níž jej doprovázeli navrátivší Ernie Brooks a dále Andy a Jonathan Paleyovi. Na rozdíl od kapely The Modern Lovers však nyní hrál akusticky. Později, když byl opět na západním pobřeží, vystupoval například za doprovodu členů kapely The Rubinoos.
Počátkem roku 1976, opět doma v Bostonu, se Richman rozhodl dát dohromady novou kapelu. Jedním z členů se stal bubeník David Robinson, dalšími pak Curly Keranen na baskytaru a Leroy Radcliffe na kytaru. Kapela v této sestavě ještě v roce 1976 vydala své první album Jonathan Richman and the Modern Lovers. Nová kapela tvořila spíše doprovod pro Richmana a nešlo o plnohodnotnou kapelu, některé písně na albu nahrál sám Richman pouze s akustickou kytarou. Tou dobou rovněž vyšly demonahrávky původních The Modern Lovers z roku 1972. Nová kapela, jejíž sestava se několikrát proměnila, vydala další dvě alba a odehrála i řadu koncertu ve Spojeném království. Roku 1979 se rozpadla. Následně Richman vystupoval sólově a občasně také nahrával nové písně, avšak pořízené nahrávky nevydával. Roku 1980 sestavil nové The Modern Lovers. S kapelou odehrál řadu koncertů a v roce 1983 vydal album Jonathan Sings!. V době jeho vydání rovněž začal mít milostný vztah s Gail Clook, s níž se poprvé setkal již roku 1973. Na jaře 1985, kdy již byli nějaký čas manželé, se jim narodila dcera Jenny. Později kapela Jonathan Richman and the Modern Lovers vydala další alba a vystupovala v různých sestavách, ke konci v triu. Rozpadla se roku 1988.

### Sólová kariéra
Již před rokem 1988 vystupoval Richman v různých obdobích sólově, na některých albech vydaných pod názvem Jonathan Richman and the Modern Lovers se rovněž nachází čistě sólové písně. Rokem 1988 však definitivně zahájil vydávání alb a vystupování výhradně pod svým jménem. Své první album, které dostalo název Jonathan Richman a produkoval jej jeden z členů poslední sestavy The Modern Lovers (Brennan Totten), vydal v roce 1989. S výjimkou dvou písní nahrál Richman celé album sám s kytarou. Původně tomu tak být nemělo. Vzniklo totiž dostatečné množství materiálu, které by naplnilo celé album, a to ve spolupráci s baskytaristou Curlym Keranenem a bubeníkem Ronem Wilsonem. Na výsledné album se však dostaly pouze dvě písně, na nichž tito dva hudebníci hráli. Netrvalo dlouho a Richman byl opět ve studiu (nyní za doprovodu řady dalších hudebníků), kde nahrál své další album Jonathan Goes Country (1990). Navzdory názvu nejde přímo o typickou country hudbu, spíše o kombinaci Richmanova klasického stylu s tímto žánrem. Kromě autorských písní deska obsahuje také několik coververzí. Již roku 1991 vydal svou třetí sólovou desku, album s názvem Having a Party with Jonathan Richman. Na albu se vrátil zpět k čistě sólovému hraní pouze za doprovodu vlastní kytary. Následovala řada koncertů, a to jak v USA, tak opět i v Evropě. Roku 1992 vydal své čtvrté sólové album I, Jonathan. Album obsahuje mimo jiné píseň „Velvet Underground“, která je poctou stejnojmenné skupině a Richman v ní dokonce zahrál část její skladby „Sister Ray“.
Produktivita pokračovala i nadále, a již roku 1994 Richman přišel s další deskou, nazvanou ¡Jonathan, te vas a emocionar!. Ta obsahuje převážně nové verze starších písní, ale s tím rozdílem, že celé album je zpíváno ve španělštině. V roce 1994 hrál v písni „Ensenada“ ze sólového alba Ernieho Brookse s názvem Falling, They Get You. Téhož roku na podzim Richman stihl nahrát další desku, která následně vyšla v květnu 1995 pod názvem You Must Ask the Heart. Kromě autorských písní deska obsahuje také coververze, například písně „The Heart of Saturday Night“ od Toma Waitse. Rok 1995 znamenal pro Richmana první spolupráci s bubeníkem Tommym Larkinsem, který jej následně doprovázel na většině koncertů v následujících dekádách. Přestože i později vystupovali občas s dalšími hudebníky jako celá kapela, hráli převážně v duu. Roku 1996 Richman hostoval (na kytaru) na desce Paris in April zpěvačky April March. Toho roku rovněž vyšlo jeho další sólové album Surrender to Jonathan. Album produkoval Andy Paley, který s Richmanem hrál v osmdesátých letech v rámci The Modern Lovers. V roce 1998 Richman složil hudbu k filmu Něco na té Mary je. Spolu s Larkinsem má Richman také ve filmu malou roli. Stejní tvůrci stáli rovněž za snímkem Kingpin, v němž Richman zahrál dvě své písně v barové scéně. Neustupoval ani v albové produktivitě a vydal své další album I'm So Confused (1998), jehož producentem byl Ric Ocasek.

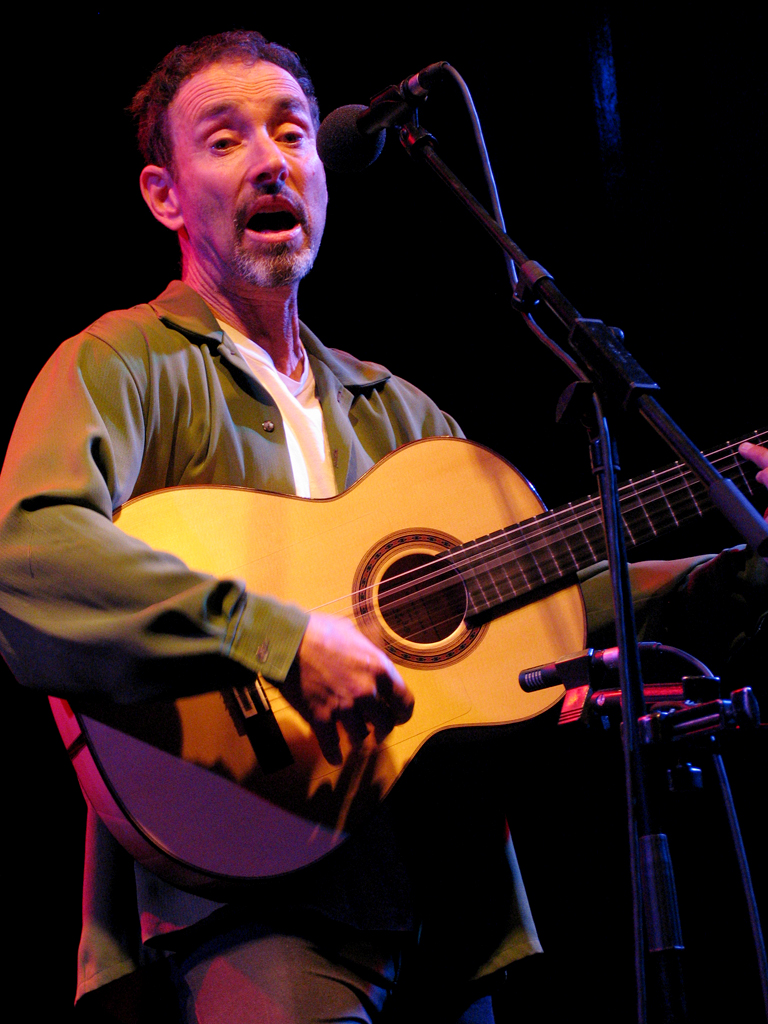
Jonathan Richman při vystoupení v roce 2009

S dalším albem, které dostalo název Her Mystery Not of High Heels and Eye Shadow, Richman přišel roku 2001. Na jeho produkci se tentokrát podílel Niko Bolas. Kromě anglicky zpívaných písní obsahuje deska také čtyři písně ve španělštině. Nachází se zde také instrumentální písně. Roku 2001 vydala společnost Vapor Records na DVD záznam z Richmanova koncertu (duo s Larkinsem) pod názvem Take Me to the Plaza. Další studiové album, nazvané Not So Much to Be Loved as to Love, následovalo o necelé dva roky později. Roku 2003 se Richman podruhé oženil. Jeho manželkou se stala Nicole Montalbano. Roku 2007 Richman složil hudbu k filmu Revolution Summer a vydal stejnojmenné soundtrackové album – svou vůbec první výhradně instrumentální desku. Již v dubnu následujícího roku vyšlo Richmanovo jedenácté sólové album Because Her Beauty Is Raw and Wild. Ještě v prosinci 2008 vydal další desku ¿A qué venimos sino a caer?, která obsahuje převážně písně ve španělštině, ale nechybí ani angličtina a nově i francouzština a italština. V roce 2009 spolu s Larkinsem produkoval album Skitter on Take-Off zpěváka Vica Chesnutta (oba na něm rovněž hráli).
Další sólové album O Moon, Queen of Night on Earth vydal v listopadu 2010 a až do roku 2016, kdy vyšla deska Ishkode! Ishkode!, se od vydávání alb odmlčel. Nadále však vydatně koncertoval (v duu s Larkinsem). V roce 2017 se k nim při jednom vystoupení jako host přidal Jerry Harrison (harmonium) z klasické sestavy The Modern Lovers. Během roku 2018 došlo na vydání dalšího alba s názvem SA. Coby host na něm vystupoval Jerry Harrison. Další album, nazvané Want to Visit My Inner House?, vydal v roce 2021. Spolu s Richmanem a Montalbano se na jeho produkci podílel i Harrison. Téhož roku vydal také šestipísňové EP Cold Pizza & Other Hot Stuff. Další EP, Yatasamaroun se čtyřmi písněmi, vydal v roce 2023. V červenci 2025 vydal Richman nové album Only Frozen Sky Anyway; jedním z jeho producentů byl opět Harrison.

## Styl
Richman píše jednoduché a minimalistické písně, používá v nich skromný jazyk a sporé melodie. Například novinář Ben Greenman popsal jeho psaní písní jako „dětinské“ a „náladové“. Sám uvedl, že své písně ve skutečnosti nepíše, ale vytváří.

## Odkaz
Kritik Chris Colin označil Richmana za „kmotra punku“. Jeho tvorbou byla ovlivněna řada skupin a hudebníků, například Gordon Gano, Jens Lekman a Pavement. Jeho písně nahrála dlouhá řada hudebníků z různých žánrů. Mezi hudebníky patří například Joan Jett, John Cale a David Bowie, mezi skupiny Sex Pistols, They Might Be Giants a Siouxsie and the Banshees. Anglická kapela The Rockingbirds nahrála píseň „Jonathan, Jonathan“ k Richmanově poctě. Roku 2001 vyšlo tributní album s názvem If I Were a Richman, jenž obsahuje Richmanovy písně v podání různých umělců. Jeho písně byly použity v řadě filmů, mezi něž patří například Podporujte akademii (1980), Basquiat (1996) a Baby Driver (2017).

## Sólová alba
- Jonathan Richman (1989)
- Jonathan Goes Country (1990)
- Having a Party with Jonathan Richman (1991)
- I, Jonathan (1992)
- ¡Jonathan, te vas a emocionar! (1994)
- You Must Ask the Heart (1995)
- Surrender to Jonathan (1996)
- I'm So Confused (1998)
- Her Mystery Not of High Heels and Eye Shadow (2001)
- Not So Much to Be Loved as to Love (2004)
- Revolution Summer (2007)
- Because Her Beauty Is Raw and Wild (2008)
- ¿A qué venimos sino a caer? (2008)
- O Moon, Queen of Night on Earth (2010)
- No Me Quejo De Mi Estrella (2014)
- Ishkode! Ishkode! (2016)
- SA (2018)
- Want to Visit My Inner House? (2021)
- Only Frozen Sky Anyway (2025)